# Výr velký

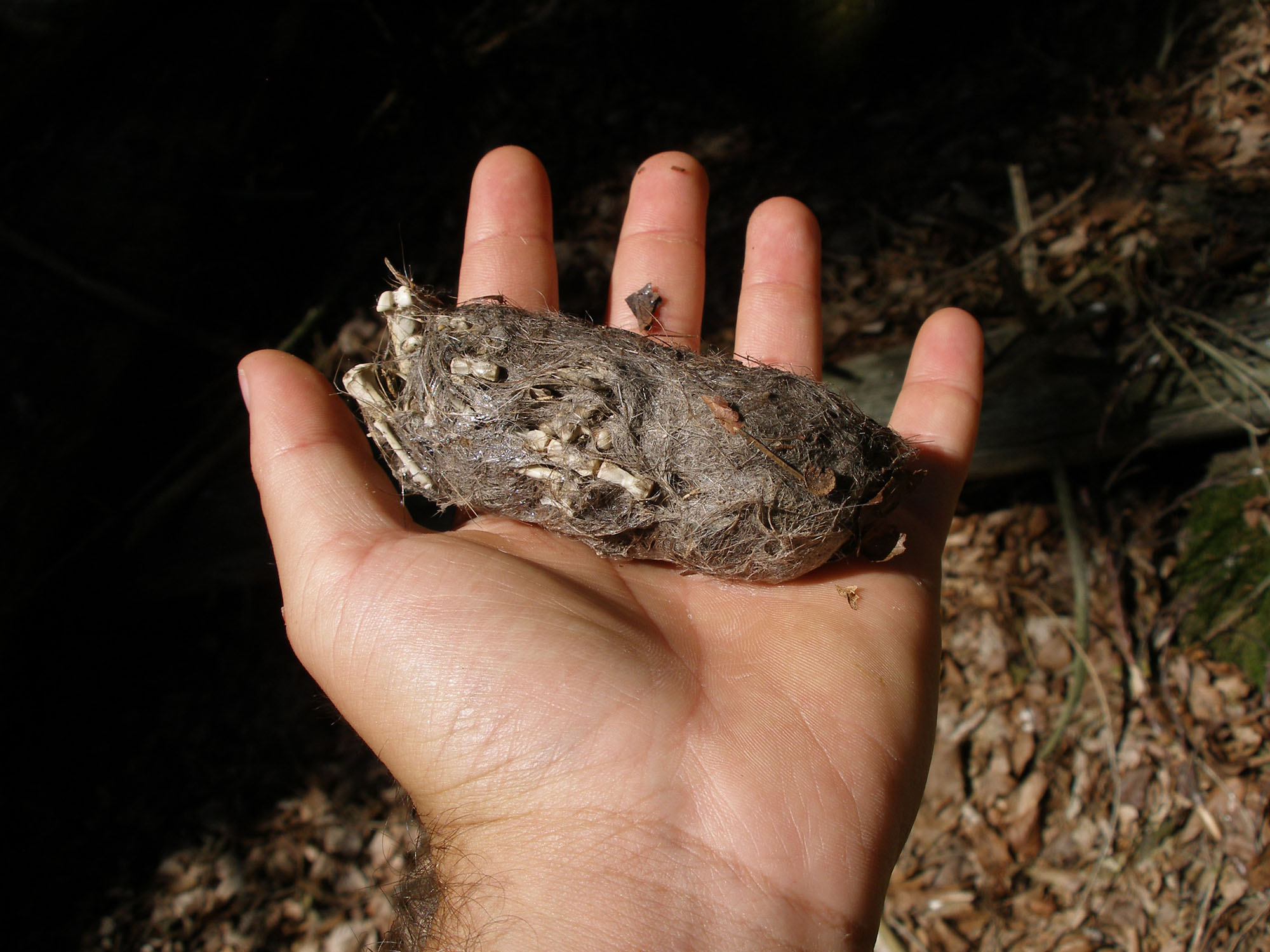
Vývržek výra velkého v porovnání s mužskou rukou

Výr velký (Bubo bubo) je velký druh sovy z čeledi puštíkovitých (Strigidae). Je největší evropskou sovou.

## Taxonomie
Rozlišuje se nejméně 20 poddruhů., které tvoří tři skupiny. Dvě monotypické jsou někdy považovány za samostatné druhy: výr bledý (Bubo ascalaphus) a výr bengálský (Bubo bengalensis). Většinu Evropy obývá výr velký evropský (Bubo bubo bubo), Pyrenejský poloostrov v. v. španělský (B. b. hispanus), východní část evropské části Ruska po Ural v. v. východoruský (B. b. ruthenus) a Ukrajinu jižně od Kyjeva a Charkova, Besarábii, Krym, Kavkaz a Malou Asii v. v. černomořský (B. b. interpositus).

## Popis
- Délka těla: 59–73 cm
- Rozpětí křídel: 138–170 cm
- Hmotnost samce: 2000–2700 g
- Hmotnost samice: 2500–3260 g[3][4]

Výr velký je velký mohutný pták a jedna z největších sov. Je například větší než káně lesní, ale zřetelně menší než orel skalní (oba z čeledi jestřábovití řádu dravci). Samice je těžší než samec a má větší rozpětí křídel.
Silueta sedícího výra velkého je jen těžko zaměnitelná, na hlavě má totiž z peříček výrazné pohyblivé chvostky připomínající ouška (proto se mu říká „ušatá sova“). Společně s velikostí jde o poměrně jednoznačný určovací znak. Zbarvení je značně proměnlivé, obecně svrchu žluto-hnědé (oranžovo-hnědé, rezavo-hnědé) s tmavohnědými skvrnami; na břiše světlejší odstín téhož s výrazným podélným tmavým skvrněním a jemným příčným mramorováním. V oblasti krku a okolo zobáku je peří světlejší až bílé. Duhovka je ohnivě oranžová. Nohy a prsty jsou porostlé jemnými, zpravidla žlutohnědými až rezavými pírky. Mláďata jsou porostlá zprvu jemným žlutobílým prachovým peřím, po opeření mají matnější zbarvení a kresby než dospělí ptáci.
Stejně jako ostatní sovy létá velmi tiše a střídá mávavý let s plachtěním.

## Rozšíření
Výr velký je rozšířen téměř v celé Evropě (s výjimkou Islandu, Britských ostrovů, severozápadní Francie a severní Skandinávie), v severozápadní Africe (ve středomořské oblasti Alžírska a Maroka) a ve značné části Asie (kromě severních a jižních oblastí). Je stálým a potulným druhem zimujícím v hnízdním areálu.

## Stanoviště
Žije tam, kde má vhodné podmínky k hnízdění a k lovu. S oblibou osidluje strmé skalní stěny v blízkosti lesů, vyhledává oblasti s balvany a vzrostlými stromy, přednostně s jehličnany, často na skalnatých ostrovech. Hnízdo bývá na nepřístupné skalní římse, méně často na zemi u skály, pod vývratem, mezi balvany, výjimečně v opuštěném dravčím hnízdě, ve stodole, v opuštěné stavbě atp.

## Potrava

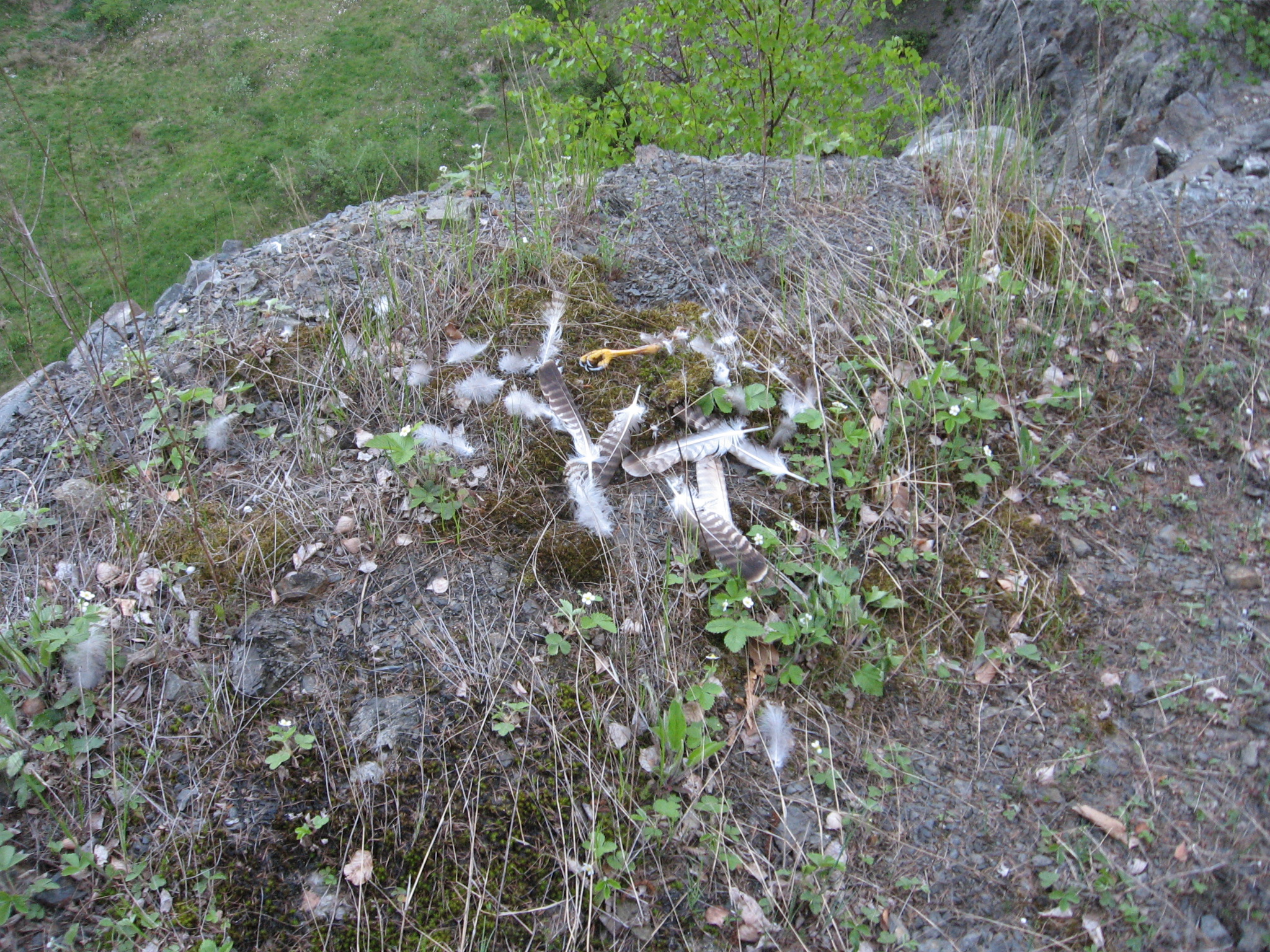
Zbytky káně lesní ulovené výrem velkým

Živí se hlavně malými a středně velkými savci a ptáky, zřídka požírá také obojživelníky, plazy, ryby a větší hmyz – například saranče a kobylky nebo brouky, zejména chrousty. Ze savců v potravě převažují druhy o hmotnosti do 2 kg, jako jsou hlodavci, ježci, králíci a zajíci, dokáže však udolat lišku, sele divočáka nebo srnče. V blízkosti lidských sídlišť loví výr zejména potkany, ježky, ale také domácí zvířata, jako jsou kočky (často toulavé nebo zdivočelé), domácí drůbež, výjimečně také jehňata do hmotnosti 10 kg nebo malá plemena psů.
Velikost loveckého revíru závisí na úživnosti lokality. Obecně platí, že revíry s bohatší potravní nabídkou jsou menší a nejsou bráněny proti ostatním příslušníkům vlastního druhu, může tedy docházet k jejich překrývání. Lovecká aktivita výra začíná podle ročního období a povětrnostních podmínek většinou v časně večerních hodinách, a trvá až do časně ranních hodin. (Někdy se mu přezdívá „král noci“.) Kořist vyhlíží při pomalém letu nízko nad terénem nebo vsedě z vyvýšeného místa. Při lovu za špatných světelných podmínek se řídí hlavně sluchem, takže kořistí se většinou stávají zvířata, která se chovají hlučněji. Menší kořist polyká celou, větší kořisti často nejprve oddělí hlavu. Při konzumaci ježků začíná obvykle břichem, zatímco ostny porostlou kůži nechává nedotčenou. Nestravitelných částí, jako je srst nebo kosti, se zbavuje formou vývržků.

## Rozmnožování
Výr velký vytváří stabilní páry s velkou věrností k hnízdišti. Ptáci obvykle mají v jedné oblasti několik hnízd, která postupně střídají. Tok probíhá v lednu až únoru a trvá přibližně 14 dní. Samec si během toku vyznačuje teritorium výrazným „hú–hú“, které občas prokládá zvuky připomínajícími zvláštní řehot. Samice se v době toku ozývá hlouběji, ale tišeji než samec.

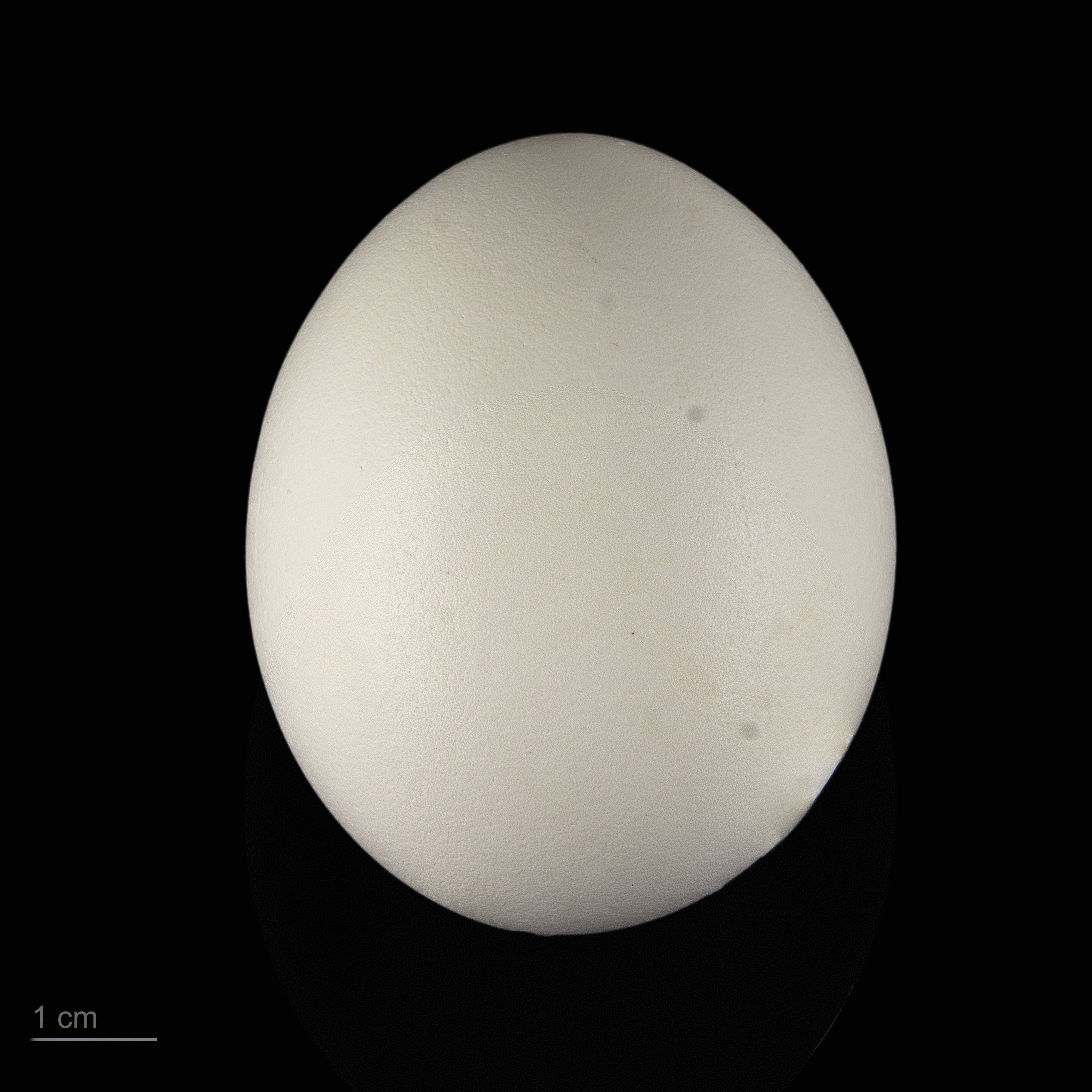
Vejce výra velkého (Bubo bubo bubo)

Výstelku hnízda tvoří byliny rostoucí v místě, spadané listy nebo rozdrobené vývržky. Pár hnízdí jednou ročně; přijde-li o vejce v počátku inkubace, může samice snést náhradní snůšku, ale ztratí-li mláďata, již se tak zpravidla nestává. Koncem března nebo počátkem dubna snáší jedno až čtyři téměř kulatá, čistě bílá vejce o rozměrech 60,20 × 49,37 mm a hmotnosti přibližně 73,3 g. Snášena jsou v intervalu dvou až tří dní, přičemž samice začíná sedět od snesení prvního nebo druhého vejce. Samec ji během období inkubace krmí, ale kořist jí většinou nepředává přímo na hnízdě. Doba sezení je 34–36 dní. Mláďata během prvních dní samice zahřívá, později je již krmí spolu se samcem. Po pěti a šesti týdnech opouštějí mladí ptáci hnízdo a rozlézají se po okolí. Rodiče je krmí až do dosažení vzletnosti, k čemuž dochází ve stáří devíti týdnů.

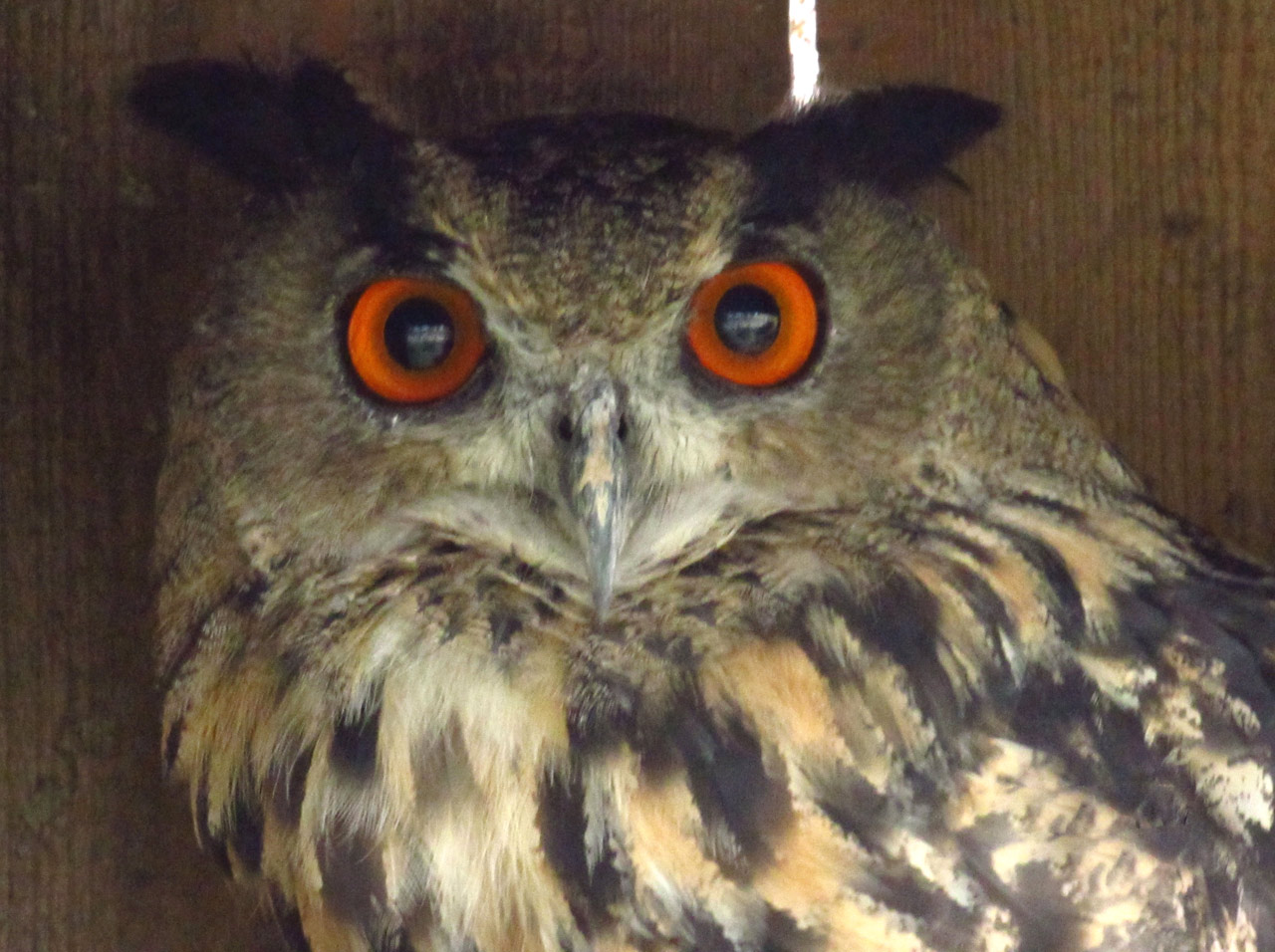
Výr velký v Zoo Tábor

Pohlavní dospělosti dosahuje výr velký zřejmě na konci prvního roku života, poprvé však hnízdí až ve stáří dvou až tří let. Nejvyšší známý věk ve volné přírodě je 18 let a 11 měsíců, v zajetí se může dožít až 60 let.

## Historie
Výr velký byl člověkem odpradávna pronásledován jako tzv. škodná, což vedlo v mnoha částech Evropy téměř k jeho vyhubení. Podrobnější studie, která by racionálně hodnotila vliv výra na stav lovné zvěře v honitbě, chybí. Dříve byl využíván k lovu „na výrovku“ či „na výrovce“, při kterém byl výr přivázán na viditelné místo; poblíž se ukryl lovec s puškou a vyčkával na reakci dravých ptáků a krkavcovitých, kteří na výra útočili a které lovec střílel.

## Česká republika

### Výskyt
V ČR hnízdí na většině území, hlavně ve středních polohách, ale ve vhodném prostředí i v nížinách. Začátkem 20. století byl na českém území v důsledku trvalého pronásledování téměř vyhuben, k postupnému navyšování stavů začalo docházet až po vyhlášení zákonné ochrany v roce 1929. V letech 1973–1977 byla celková početnost odhadnuta na 400–600 párů a v období let 1985–1989 na 600–950 párů. Mezi dvěma sledovanými obdobími se výrazně zvýšil také počet obsazených kvadrátů, a to téměř dvojnásobně z 35 % na 63 %. Při sčítání v období let 2001–2003 byly početní stavy odhadnuty na 600–900 párů.

### Potrava
Z ptáků vedle holubovitých, krkavcovitých nebo kachnovitých běžně loví také dravce a jiné druhy sov. Ptáků se často zmocňuje na nocovištích nebo na hnízdech. Složení potravy je značně závislé na místní potravní nabídce. Ve svém revíru totiž přednostně loví nejlépe dostupnou kořist a nejhojnější. V Jeseníkách bylo v letech 1955–1987 ve vývržcích a jako kořist na hnízdech zjištěno celkem 7144 obratlovců. Ze savců byl nejčastěji prokázán hraboš polní, ježek, potkan, zajíc, myšice a hryzec vodní, z ptáků koroptev polní, káně lesní, kalous ušatý, puštík obecný, holub domácí, bažant obecný a vrána šedá. Na třech lokalitách v severních Čechách bylo v období let 1962–1979 rozborem vývržků a zbytků potravy zjištěno celkem 3549 obratlovců v 80 druzích, z nichž 59 druhů představovali ptáci, 19 savci a 2 obojživelníci. Podíl savců v potravě dosahoval 57,3 %, ptáků 42,3 % a obojživelníků 0,42 %. Zdaleka nejčastěji se objevoval hraboš polní (31,2 %), následovaný zajícem a koroptví (oba po 8,7 %). Na jedné ze sledovaných lokalit s hnízdní kolonií racků byl mezi lovenými druhy významně zastoupen právě racek chechtavý (14,1 %; v celkovém souhrnu 3,7 %).

### Význam a ochrana
Ztráty na hnízdech jsou v ČR vysoké, dosahují 28,9 %. Místy jsou však ztráty výrazně vyšší, například v Českomoravské vrchovině nebylo úspěšných 58,4 % započatých hnízdění. Nejčastější příčinou ztrát je člověk, dále predace (často výrem velkým), nepříznivé počasí a neoplozená vejce.
Lovit pernatou zvěř na výrovce a lovit zvěř pomocí živých živočichů jako návnad je podle zákona 449/2001, o myslivosti, zakázáno paragrafem 45 odst. 1 písm. d). Znamená to, že jako „výrovku“ nelze použít ani maketu výra nebo jiného živočicha. Zákaz nelze obejít ani tím, že by návnada byla umístěna jinak, než bývalo zvykem, například na zemi namísto na berličce.
V České republice je výr velký dle vyhlášky č. 395/1992 Sb. zvláště chráněn jako ohrožený druh.
Z dat získaných z českých kroužkovaných ptáků vyplývá, že nejčastější příčinou úhynu je zabití elektrickým proudem, dále srážka s dopravním prostředkem (auto, vlak) a nezákonný odstřel. Je však pravděpodobné, že protizákonné chování lovců má na celkové mortalitě větší podíl, protože nález nikdo nehlásí nebo je nalezený zastřelený výr řazen do kategorie „mrtev bez bližších údajů“.